# Ana Isabel Oyarzábal Uriarte
Ana Isabel Oyarzábal Uriarte (Tolosa, Guipúscoa, 1963) és una pedagoga i política basca. Mestra d'EGB i graduada social. Militant del PSE-PSOE (després PSE-EE), ha estat regidora delegada de Serveis Socials de l'Ajuntament d'Errenteria (Guipúscoa) el 1991-1995, directora general de Programes Municipals de la Diputació Foral de Guipúscoa el 1993-1995 i senadora per Guipúscoa a les eleccions generals espanyoles de 1996.